# Brandhoek New Military Cemetery No.3
Brandhoek New Military Cemetery No.3 is een Britse militaire begraafplaats met gesneuvelden uit de Eerste Wereldoorlog, gelegen nabij het Belgische dorp Vlamertinge. De begraafplaats ligt twee kilometer ten westen van het dorpscentrum van Vlamertinge in het gehucht Brandhoek, dat langs de weg van Ieper naar Poperinge (N38) ligt. De begraafplaats werd ontworpen door Reginald Blomfield en wordt onderhouden door de Commonwealth War Graves Commission. Ze heeft een rechthoekig grondplan met een oppervlakte van zo'n 2.920 m². In de noordelijke hoek staat aan de straatkant het toegangsgebouw. De Stone of Remembrance staat aan de noordoostelijke zijde van het terrein en het Cross of Sacrifice aan de zuidwestelijke zijde. 
Er liggen 975 doden begraven waaronder 2 niet geïdentificeerde.

## Geschiedenis
Tijdens de oorlog reikte het vijandelijk artillerievuur van de Ieperboog tot aan het dorp Vlamertinge. Het gehucht Brandhoek lag net buiten het bereik en relatief veilig, vandaar dat hier medische posten en legerplaatsen werden geïnstalleerd. In mei 1915 werd naast zo'n medische post de Brandhoek Military Cemetery gestart, dat in gebruik bleef tot juli 1917. Voor de Derde Slag om Ieper richtte men hier nog meer medische posten in en startte men een nieuwe begraafplaats, de Brandhoek New Military Cemetery, waar men tijdens de zomer overledenen begroef. Toen ook deze begraafplaats vol lag opende men in augustus iets zuidelijker, aan de overkant van de weg, de Brandhoek New Military Cemetery No.3. Deze begraafplaats bleef in gebruik tot mei 1918. 
Van de 975 militairen die er begraven zijn, zijn er 852 Britten (waaronder 2 niet geïdentificeerde), 46 Australiërs, 54 Canadezen, 18 Nieuw-Zeelanders en 5 Zuid-Afrikanen.
De ingangspoort van de begraafplaats werd door G.H. Strutt geschonken als herinnering aan zijn zoon luitenant Anthony Herbert Strutt, die hier begraven ligt.
De begraafplaats werd in 2009 beschermd als monument.

## Graven

### Onderscheiden militairen
- T. C. Irving, luitenant-kolonel bij de Canadian Engineers en Fred Leslie Biddle, majoor bij de Australian Field Artillery werden onderscheiden met de Distinguished Service Order (DSO).

Volgende officieren werden onderscheiden met het Military Cross (MC):
- L.E. De St. Paer, majoor bij de Royal Field Artillery.
- Oliver Travers, kapitein bij de Canadian Infantry.
- Stanley Walker, kapitein bij de Royal Field Artillery.
- Ronald Graham McDonald, kapitein bij de Northumberland Fusiliers.
- J.D. O'Brien, luitenant bij de Royal Irish Rifles.
- Arthur Marston Adams, onderluitenant bij de The King's (Liverpool Regiment).
- Robert Paterson Smith, onderluitenant bij de Seaforth Highlanders.
- Richard Douglas Miles, onderluitenant bij de Royal Irish Fusiliers.
- M. Gliddon, onderluitenant bij de Royal Field Artillery.

Volgende onderofficieren werden onderscheiden met de Distinguished Conduct Medal (DCM):
- W.G. Saunders, sergeant bij de Oxford and Bucks Light Infantry.
- Thomas Henry Sanderson, sergeant bij de Royal Field Artillery. Hij ontving eveneens de Military Medal (MM).
- er liggen nog 24 andere militairen die de Military Medal (MM) hebben ontvangen, daarbij sergeant Walter Ernest Pearce die deze onderscheiding tweemaal ontving (MM and Bar).

### Minderjarige militair
- Maitland Harold Goring, kanonnier bij de Canadian Field Artillery was 17 jaar toen hij op 19 oktober 1917 sneuvelde.

### Aliassen
- korporaal Joseph Lay diende onder het alias Joseph Leigh bij de Canadian Infantry.
- artillerist G.S. Ball diende onder het alias C. Hill bij de Royal Field Artillery.